# Фудін
Фудін (кит. спр. 福鼎市, піньїнь: Fúdĭng Shì) — місто-повіт в південнокитайській провінції Фуцзянь, складова міста Нінде.

## Географія
Фудін виходить до західного берега Тайванської протоки.

### Клімат
Місто знаходиться у зоні, котра характеризується вологим субтропічним кліматом. Найтепліший місяць — липень із середньою температурою 28.2 °C (82.8 °F). Найхолодніший місяць — січень, із середньою температурою 9.1 °С (48.4 °F).
| Клімат Фудіна           | Клімат Фудіна | Клімат Фудіна | Клімат Фудіна | Клімат Фудіна | Клімат Фудіна | Клімат Фудіна | Клімат Фудіна | Клімат Фудіна | Клімат Фудіна | Клімат Фудіна | Клімат Фудіна | Клімат Фудіна | Клімат Фудіна |
| Показник                | Січ.          | Лют.          | Бер.          | Квіт.         | Трав.         | Черв.         | Лип.          | Серп.         | Вер.          | Жовт.         | Лист.         | Груд.         | Рік           |
| Середній максимум, °C   | 11,7          | 11,6          | 14,6          | 19,5          | 23,4          | 26,5          | 30,7          | 30,5          | 27,8          | 23,7          | 19,1          | 14,5          | 21,1          |
| Середня температура, °C | 9,1           | 9,3           | 12,2          | 17            | 21,1          | 24,6          | 28,2          | 28            | 25,3          | 21,1          | 16,4          | 11,6          | 18,7          |
| Середній мінімум, °C    | 4,7           | 5,1           | 7,7           | 12,3          | 16,9          | 20,5          | 23,7          | 23,3          | 21            | 16,7          | 11,9          | 7             | 14,2          |
| Норма опадів, мм        | 49.5          | 79            | 124.7         | 153.9         | 208.1         | 222.9         | 121.6         | 229.1         | 220.5         | 82.6          | 55.1          | 39.1          | 1586.1        |
| Днів з опадами          | 13,9          | 15,9          | 19,1          | 18,9          | 20            | 18,4          | 13,1          | 14,8          | 13,1          | 11            | 11,4          | 12,1          | 181,7         |
| Вологість повітря, %    | 75.2          | 79.7          | 82            | 82.9          | 84.1          | 86.2          | 81.4          | 80.1          | 80            | 76.6          | 74.3          | 73.4          | 79.7          |
| ----------------------- | ------------- | ------------- | ------------- | ------------- | ------------- | ------------- | ------------- | ------------- | ------------- | ------------- | ------------- | ------------- | ------------- |
| Джерело: Weatherbase    |               |               |               |               |               |               |               |               |               |               |               |               |               |